# Cooper Andrews
Cooper Andrews (Smithtown (New York), 10 maart 1985) is een Amerikaanse acteur.

## Biografie
Andrews werd geboren in Smithtown (New York) als zoon van een Samoaanse vader en een Hongaarse-Joodse moeder. Hij groeide op bij zijn moeder en werd Joods opgevoed in Atlanta, en doorliep de high school aan de Dunwoody High School in Dunwoody.
Andrews begon in 2006 met acteren in de film Death of Seasons, waarna hij nog meerdere rollen speelde in films en televisieseries. Hij is onder andere bekend van zijn rol als Jerry in de televisieserie The Walking Dead (2016-2022).

## Filmografie

### Films
Uitgezonderd korte films.
- 2023 Shazam! Fury of the Gods-  als Victor Vasquez
- 2019 Shazam!-  als Victor Vasquez
- 2019 Darlin' - als Tony
- 2018 MAMBA - als Anthony
- 2018 Den of Thieves - als Mack
- 2017 Thin Ice - als Small Paul
- 2016 Billy Lynn's Long Halftime Walk - als hartelijke angstige Amerikaan
- 2009 Mandie and the Secret Tunnel - als broeder Cooper
- 2009 The Legend of Zelda: The Hero of Time - als trol
- 2008 Golgotha - als enge beveiliger
- 2006 Death of Seasons - als Guy

### Televisieseries
Uitgezonderd eenmalige gastrollen.
- 2023-2024 Haileys missies - als Kai Banks - 14 afl.
- 2016-2022 The Walking Dead - als Jerry - 76 afl.
- 2021 Aquaman: King of Atlantis - als Aquaman (stem) - 3 afl.
- 2014-2016 Halt and Catch Fire - als Yo-Yo Engberk - 17 afl.
- 2015 The Red Road - als The Red Road - 2 afl.

### Computerspellen
- 2020 Madden NFL 21 - als coach Fetu Valtal
- 2020 Madden NFL 21: Face of the Franchise: Rise to Fame - als coach Fetu Valtal